# Exema deserti
Exema deserti är en skalbaggsart som beskrevs av Pierce 1940. Exema deserti ingår i släktet Exema och familjen bladbaggar. Inga underarter finns listade i Catalogue of Life.